# Kort Kamphues

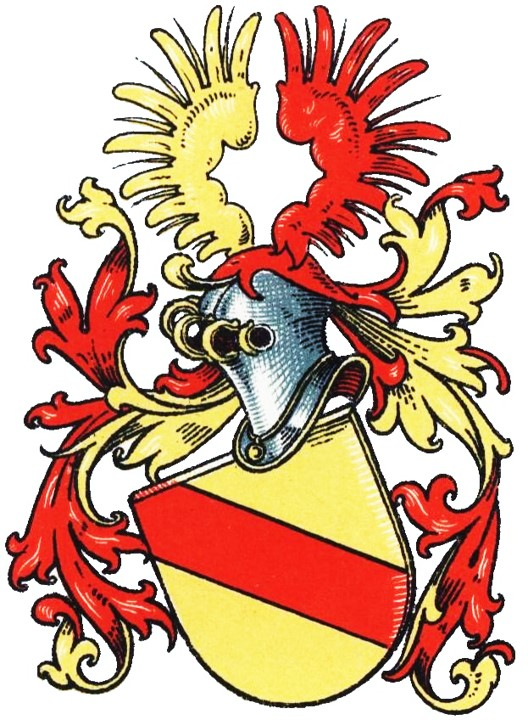
Wappen der Familie Kamphues

Kort Kamphues (* 1530 in Winterswijk; † 9. Dezember 1578 in Bevergern), in anderer Schreibweise auch Kord (»Konrad«) oder Cord Kamphuis bzw. Kamphus, zuweilen mit Adelsprädikat von oder van Kamphus, war ein berüchtigter Coesfelder Stadtrichter, der der Wegelagerei und der Brandstiftung an seiner Heimatstadt bezichtigt wurde, in Ungnade fiel und schließlich hingerichtet wurde. Er gilt als schillerndste Figur der Coesfelder Stadtgeschichte.

## Leben

### Herkunft und Familienverhältnisse
Kort Kamphues Eltern Johann und Maria Kamphues lebten auf einem Kotten in der Bauerschaft Meddo nahe der niederländischen Stadt Winterswijk. Seine Mutter entstammte der münsterländischen Familie Rave und war eine Urenkelin von Friedrich Rave, dem ehemaligen Bürgermeister von Coesfeld und seinerseits Vorgänger von Kort Kamphues im Amt des Coesfelder Stadtrichters. Kort Kamphues erblickte im Jahr 1530 das Licht der Welt. Seine Geschwister trugen die Namen Reinhold (Reiner), Adelheid, Henrike, Gertrud und Anna. Verheiratet war er mit Margarethe von Berll, die Ehe wurde spätestens 1552 geschlossen. Mit Margarethe hatte Kamphues drei Söhne, Wilhelm (* ca. 1552), Johann (* ca. 1555) und Friedrich (* ca. 1556), sowie zwei Töchter mit Namen Margarethe (* 1557) und Maria (* 1561). Kort Kamphues’ Frau Margarethe starb vor 1574. Nach ihrem Tod nahm er Margarethe Lohaus als Haushälterin und Wirtschafterin zu sich, die mit ihm auch das Lager teilte.

### Stadtrichter von Coesfeld
Am 8. Februar 1553 ernannte der münsterische Fürstbischof Franz von Waldeck Kort Kamphues zum Coesfelder Stadtrichter, obwohl seine Befähigung für dieses Amt durch einen zuvor begangenen Totschlag anzuzweifeln war.  Eine Woche später, am 15. Februar 1553, erhielt Kamphues die Bürgerrechte der Stadt. In Coesfeld wohnte er zwischen 1557 und 1562 in der Rosenstraße, siedelte aber 1565 mit seinen Kindern und seiner Geliebten Margarethe Lohaus auf den Brink über, der zwar innerhalb des Stadthagens (eine die städtischen Ländereien umgebende Landwehr), aber außerhalb der so genannten »Fredepfähle« und damit auch außerhalb der Coesfelder Gerichtsbarkeit vor den Toren der Stadt gelegen war. Damit verstieß er als Stadtrichter gegen die ihm auferlegte Residenzpflicht, nach der er innerhalb der Stadtgrenzen zu wohnen hatte. Hierüber kam es zum Streit mit den Stadtoberen. Weitere Zwistigkeiten betrafen die widerrechtliche Errichtung eines Zaunes in der Nähe seines Hauses in der Gaupeler Mark, Streitereien mit seinem Nachbarn Joachim Meiners, bei denen es um Körperverletzung, Hausfriedensbruch und Wegerechte ging, und verschiedene andere Delikte. Beteiligt waren dabei auch Kamphues’ Söhne, die als Raufbolde verschrien waren. In diesem Umfeld versuchte die Stadt Coesfeld bereits 1569 erfolglos, Kort Kamphues vom Richteramt abberufen zu lassen.

### Endgültiger Bruch mit der Stadt
Um seine wirtschaftliche Situation zu verbessern, warb Kamphues 1572 Söldner für die Spanische Krone im Krieg gegen die Niederlande. Die Truppen versammelte er am 2. Juni 1572 für den Abmarsch nach Arnheim in Coesfeld. Als Reaktion auf diese Provokation ließ die Coesfelder Obrigkeit die Stadttore verschließen und sperrte Kamphues und seine Landsknechte in der Stadt ein. Kamphues und seine Mannen entkamen über die Mauern und den Graben der Stadt. Nach diesem Landfriedensbruch wurden Kamphues die Bürgerrechte abgesprochen und der Aufenthalt innerhalb der Fredepfähle untersagt. Spätestens damit war de facto auch seine Tätigkeit als Stadtrichter am Ende, wenngleich Kamphues auch später noch von sich als Stadtrichter sprach.

### Angebliche Raubzüge der Kamphues-Sippe
Bernhard Sökeland berichtet in seiner Geschichte der Stadt Coesfeld von Raubzügen, mit denen Kort Kamphues und seine Mitstreiter infolge des wirtschaftlichen Niedergangs begannen. Dieses Bild lässt sich aus heutiger Sicht nicht aufrechterhalten. Allerdings standen Kamphues und seine Söhne dem Söldnerführer Martin Schenk von Nideggen nahe, der für Brandschatzung und Plünderung bekannt war. Mit diesem waren sie nicht nur freundschaftlich, sondern sogar familiär verbunden, denn Schenks Schwester Maria Margaretha war mit einem Adrian von Kamphausen verheiratet. Bei Schenks illegalem Sturm auf Schloss Bleijenbeek im Jahr 1576 waren Johann und Wilhelm Kamphues mit von der Partie.

### Brandanschlag auf Coesfeld 1578
Auch ist nicht erwiesen, ob und wie weit Kort Kamphues an dem 1578 durchgeführten, jedoch letztlich vereitelten Brandanschlag auf Coesfeld beteiligt war, aus heutiger Sicht ist die Hauptschuld hierfür vielmehr seinem Sohn Wilhelm anzulasten. Bei diesem Anschlag brachen am Dienstag, 18. März 1578, in verschiedenen Coesfelder Häusern Brände aus, nachdem zwei Tage zuvor die Bettlerin Trude Bosekers erwischt wurde, wie sie einen Drohbrief am Haus des neuen Stadtrichters Goddert von Merveldt anbringen wollte. Unter der Folter gestand sie, dass sie den Brief im Auftrag der Kamphues-Sippe überbringen sollte. Am 19. März 1578 wurden daraufhin Maria Kamphues, Margarethe Lohaus und der Knecht Hinrich von Köln beim Betreten der Stadt verhaftet.

### Verfolgung, Prozesse, Urteile
Nach dem gescheiterten Brandanschlag verließen Kamphues und seine Söhne das Umfeld Coesfelds; Margarethe Kamphues kam in Haft. Der flüchtige Kort Kamphues wurde am 19. Juni 1578 in der Nähe von Bocholt aufgegriffen. Da Coesfeld als Gerichtsort bei einer so bekannten Persönlichkeit wegen der Involvierung der Stadt in den Prozess nicht in Frage kam, wurde Kamphues über Südlohn und Ahaus nach Bevergern gebracht. Dort wurde ihm wegen Landfriedensbruchs der Prozess gemacht; wegen Brandstiftung und Wegelagerei wurde dagegen nicht gegen ihn verhandelt. Unter der Folter wurde Kamphues ein Geständnis abgepresst, worauf hin er zum Tode auf dem Scheiterhaufen verurteilt wurde. Am 9. Dezember 1578 starb Kamphues – nachdem man ihn zum Tod durch das Schwert begnadigt hatte – in Bevergern durch die Hand des Henkers. In einem testamentarischen Schreiben, das er am Vortag der Hinrichtung aufgesetzt hatte, widerrief er alle unter der Folter eingeräumten Geständnisse.
Mit der Verfolgung von Kamphues’ Söhnen wurde Andreas Sonderhaus beauftragt, eine Art spätmittelalterlicher Kopfgeldjäger. Wilhelm Kamphues und sein Vetter Johann von Clarholz wurden von Sonderhaus in ’s-Hertogenbosch aufgespürt und dort inhaftiert. Nach vier Jahren taktischen Lavierens um eine Auslieferung nach Coesfeld oder Ahaus wurden beide nach Bevergern überstellt, wo sie letztendlich auf Fürsprache von Verwandten und nachdem sie Urfehde geschworen hatten, auf freien Fuß gesetzt wurden. Johann Kamphues starb am 28. August 1583 in Emmerich, wo Sonderhaus ihn aufgespürt und tödlich verletzt hatte. Seine in Coesfeld inhaftierten Schwestern Margarethe und Maria wurden im Frühjahr 1581 aus dem Gefängnis in Coesfeld entlassen. Der jüngste Sohn Friedrich konnte sich erfolgreich einer Verhaftung entziehen, sein weiteres Schicksal ist unbekannt.
Die Stiefmutter Margaretha Lohaus hatte weniger Glück. Sie wurde – ebenso wie Trude Bosekers und Engel Lodding, die Drohbriefe überbracht bzw. Lunten gelegt hatten – auf dem Brink lebendig verbrannt. Margaretha Lohaus’ Schwester Anna von Gescher wurde mit dem Schwert enthauptet. Die Magd Aleke Bundthove und Johann von Gescher zogen den Freitod weiteren Folterungen vor. Der Knecht Hinrich von Spaek erlitt ein besonders grausames Schicksal, er wurde lebendig gevierteilt.

## Wappen
Blasonierung des Familienwappens: In Gold ein roter Schrägrechtsbalken. Auf dem Helm ein offener, rechts goldener, links roter Flug. Die Helmdecken sind rot-golden.

## Kamphues-Dolch

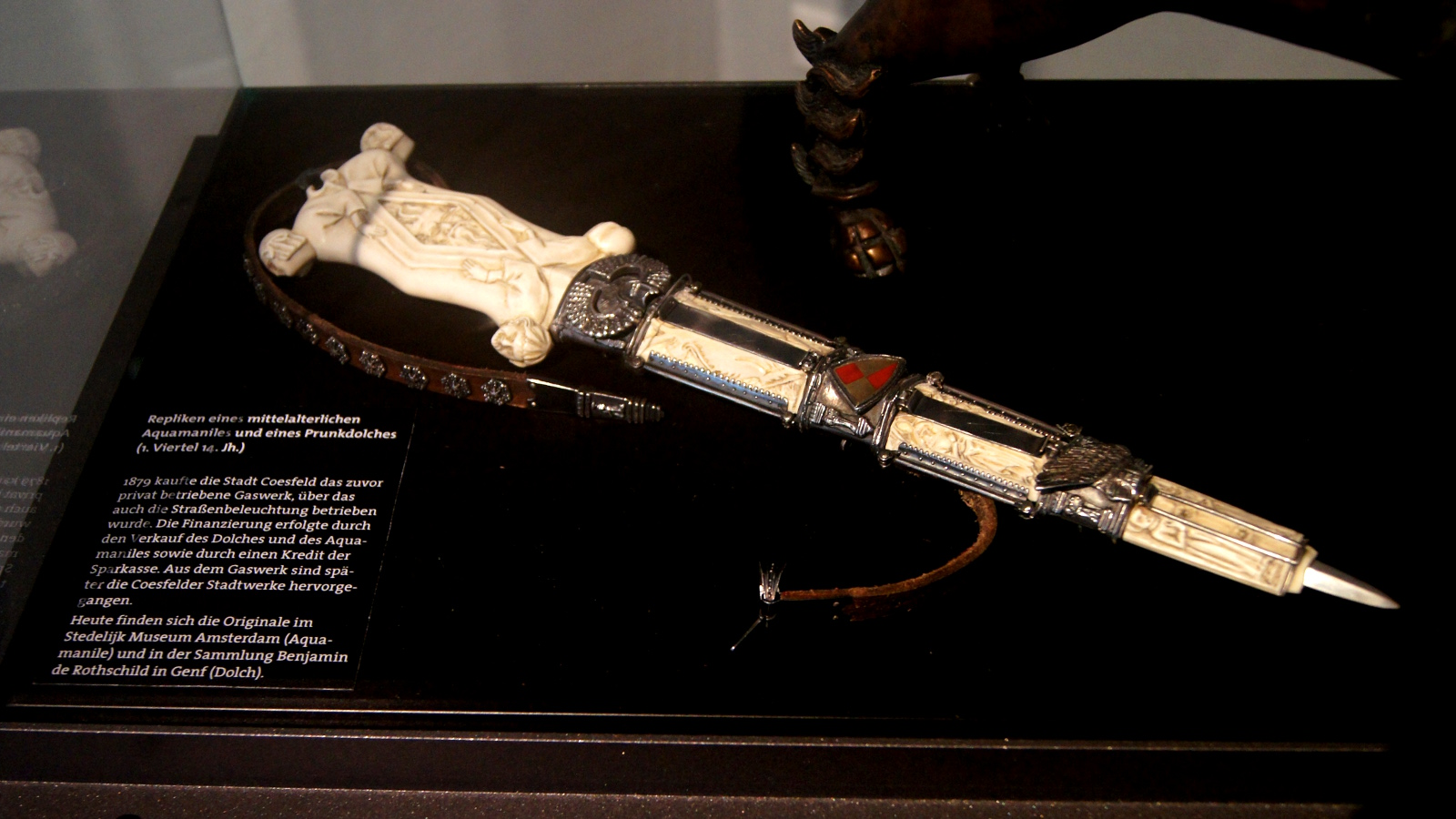
Replik des Kamphues-Dolches

Beim so genannten Kamphues-Dolch handelt es sich um einen kunsthistorisch bedeutenden Dolch. Er wurde vermutlich zwischen 1300 und 1335 gefertigt und ist einer von weltweit lediglich fünf bekannten gotischen Prunkdolchen, die allesamt mit einem Griff aus Elefanten- oder Narwalelfenbein gefertigt wurden. Seine Scheide trägt das Wappen der Edelherren von Ahaus. Es wird vermutet, dass der Dolch von Angehörigen dieses westfälischen Adelsgeschlechtes in Auftrag gegeben wurde. Ob und wie weit er tatsächlich mit Kort Kamphues in Verbindung gebracht werden kann, ist unbekannt und eher unwahrscheinlich; in der Aufstellung der bei Kamphues beschlagnahmten Gegenstände findet sich der nach ihm benannte Dolch auf jeden Fall nicht. Das Stadtarchiv Coesfeld führt den Dolch zumindest seit 1717.
Im Jahr 1879 veräußerte die Stadt den Dolch zusammen mit einem bronzenen Aquamanile für 13.000 Mark an die Gebrüder Bourgeois (Köln) und verwendete den Erlös für den Erwerb der städtischen Gasanstalt, einen Vorläufer der Stadtwerke Coesfeld. Nach fast 130 Jahren, in denen über seinen Aufenthaltsort nichts bekannt war, spürte ihn Rudy von Graes im Jahr 2007 in der Sammlung Benjamin de Rothschild in Schloss Pregny am Genfersee auf. Eine Replik befindet sich heute wieder im Besitz der Stadt Coesfeld. Sie zeigt den Dolch, wie er zum Zeitpunkt seiner Veräußerung ausgesehen hat. Die Nachbildung ist im Stadtmuseum im Walkenbrückentor ausgestellt.